# Mickey Welch
Pour les articles homonymes, voir Welch.
Michael Francis « Mickey » Welch (4 juillet 1859 - 30 juillet 1941) était un joueur de baseball américain pendant le XIXe siècle. Le 11 août, 1890 il fut le troisième lanceur de la Ligue majeure de baseball d'enregistrer au moins 300 victoires dans sa carrière (après Pud Galvin et Tim Keefe). Il a gagné 44 parties en 1885, au moins 30 parties 4 fois et au moins 20 parties 9 fois. Sa meilleure saison fut 1885, avec 44 victoires pour 11 défaites, 258 retraits sur les prises et une moyenne de points mérités de 1,66.
Il a pris sa retraite après une partie en 1892, finissant sa carrière avec 565 parties lancées, 307 victoires pour 210 défaites, 1850 retraits sur les prises et une moyenne de 2,71. Welch fut élu au temple de la renommée du baseball par le comité de vétérans en 1971.

## Classements
- 20e pour les victoires
- 35e pour les défaites
- 16e pour les manches lancées